# Albrecht Ernst von Thaer
Albrecht Ernst August von Thaer (* 3. Mai 1900 in Wegeleben; † 8. Dezember 1946 in Erfurt) war ein deutscher Verwaltungsjurist und Landrat des Kreises Oberbarnim von 1933 bis 1945. Er starb an den Folgen einer Schussverletzung in sowjetischer Kriegsgefangenschaft.
Albrecht Ernst war der Sohn von Albrecht von Thaer, Generalstabsoffizier und Generalbevollmächtigter des ehemaligen Königs von Sachsen Friedrich August III., und seiner Ehefrau Elisabeth Walther-Weisbeck (1876–1941).
Er war mit Annemarie von Lucke (* 1913), Tochter des Landrates und Rittergutsbesitzers Philipp von Lucke verheiratet, die zuletzt in Celle lebte. Das Ehepaar hatte die Töchter Marie-Agnes und Margarethe. Der Sohn Albrecht starb 1964 als Offiziersanwärter der Bundeswehr. Albrecht Ernst August von Thaer hatte noch zwei Schwestern. 